# Irene Montalà
Irene Montalà   (Barcelona, 18 de juny de 1976) és una actriu catalana.

## Biografia
Irene Montalà va néixer a Nou Barris, Barcelona. És filla de l'actriu Mercè Montalà. Té estudis d'interpretació amb Txiqui Berrando i Manuel Lillo. També té estudis de cant i flamenc. El seu idioma matern és el català, però ha estudiat també espanyol, anglès i francès (nivell superior). Va començar la seva carrera com a actriu a televisió en sèries de televisió catalana com Poblenou.
El 2004 va aparèixer de forma episòdica en la sèrie Cuéntame cómo pasó, on va interpretar el personatge de Mila (fotògrafa, xicota de Toni Alcántara). Tres anys més tard va tornar a la televisió amb la sèrie de Telecinco RIS Científica, que no va ser renovada pels seus baixos índexs d'audiència. El 2008, va fitxar per Herederos, a TVE, l'exitosa sèrie de la cadena pública, en la qual va coincidir amb grans actors com Concha Velasco o Carme Elias. També ha participat en altres sèries com Mirall trencat (TV3 - 2002), on interpretava el paper de Sofia, la filla de la protagonista; també a Mar de fons (TV3 - 2006/2007), on interpretava el paper de Judith, la dolenta de la sèrie; entre d'altres.
Però quan realment Montalà es va donar a conèixer va ser en fitxar per El Internado, l'exitosa sèrie de misteri d'Antena 3, l'any 2009. Hi interpretava el paper de Rebeca, una professora que al principi semblava molt calmada, però va resultar ser una caça-nazis. El seu paper es basava en l'acció i en els seus moments en una bonica relació d'amor amb Martín (Ismael Martínez, amb qui també havia participat a RIS Científica). El 2010 va acabar la sèrie i així el seu paper. El 2010 va fitxar per la nova sèrie d'Antena 3 El Barco, que va estrenar el gener del 2011. El seu paper era el de Julia Wilson, la científica del vaixell.
A més de participar en sèries de TV, també ha actuat en diverses pel·lícules, algunes de les quals són: Les dones de l'anarquista, Body Armour, Andalusia, Tot està a l'aire, La teva vida en 65', Arran de terra, Rottweiller, Núvols d'estiu, El millor que li pot passar a un croissant, Una casa de bojos o Faust 5.0, entre d'altres. Moltes d'elles en francès.
També ha treballat en obres de teatre, entre les quals Primera Plana, Fedra, Lulú o El Criat. La seva llarga carrera com a actriu va ser reconeguda l'any 2004 amb el Premi Turia a l'Actriu Revelació per Núvols d'estiu.

## Filmografia

### Cinema

#### Llargmetratges
- Una Piraña en el Bidé (1996) - Africa
- Amic/Amat (1998)
- Faust 5.0 (2001)
- Una casa de bojos (2002), de Cédric Klapisch - Neus
- Amic/Amat (1998), de Ventura Pons
- Lo mejor que le puede pasar a un cruasán (2003), de Paco Mir - Carmela
- Tempus fugit (2003), d'Enric Folch - Mònica
- Nubes de verano (2004), de Felipe Vega - Marta. Premi Túria com a millor actriu revelació.
- Les poupées russes (2005), de Cédric Klapisch - Neus
- La teva vida en 65' (2006), de Maria Ripoll
- La dona de l'anarquista (2008), de Marie Noelle i Peter Sehr - Pilar
- Insensibles (2012), de Juan Carlos Medina - Anaïs
- Alpha (2013), de Joan Cutrina - Sonia
- Asmodexia (2014), de Marc Carreté - Ona
- Perdona si te llamo amor (2014), de Joaquín Llamas - Elena
- Las invasoras (2016), de Víctor Conde - Invasora
- La llave de la felicidad (2016), de Roger Delmont - Andrea[5]

#### Curtmetratges
- Nunca digas (2011)
- 72 horas

### Televisió

#### Sèries
- Poblenou (1994) com a Júlia Canals[4][2]
- Rosa (1996) com a Júlia Canals
- Mirall trencat, com a Sofia Valldaura, d'Orestes Lara (2001)
- Cuéntame cómo pasó (2004-2005), com a Mila.[5]
- Mar de fons (2006-2007), com a Judit Blanchard.[2]
- RIS Científica (2007), com a Ana Galeano.
- Herederos (2008-2009), com a Monica.
- El internado (2009-2010), com a Rebeca Benaroch.
- Anakrana (2010), com a Patricia.[5]
- El Barco (2011-2013), com a Julia Wilson[2]
- Hermanos (2014), com a Esther Blanco.
- Nico & Sunset (2015)
- Carlos, rey emperador (2016), com a Isabel Osorio.
- Nit i dia (2017), com a Eva Vivancos.
- Félix (2018), com a Natalia.
- Presunto culpable (2018), com a Elena.
- La verdad (2018), com a Alicia Costa.
- Sí, quedo (2019 com a Irene.[5]
- Un asunto privado (2021), com a Margo.[5]

#### Programes
- Jo què sé (2011)
- Password (2011)
- Atrapa un millón (2012)[6]

#### Anuncis
- Estrella Damm - "La feina ben feta" (2009)
- Casa dels Xuklis (2010).

### Teatre
- Primera plana
- Fedra
- Lulú
- El criat